# They’re Not Like Us
They’re Not Like Us — серия комиксов, которую в 2014—2017 годах издавала компания Image Comics.

## Синопсис
От рутинности в жизни девушка собирается спрыгнуть с крыши. К ней поднимается мужчина и предлагает принять правду, но она падает. Очнувшись в больнице, героиня слышит голос, но не видит собеседника. Она выходит из палаты, и её уводит тот самый парень Глас. Санитарам не удаётся его остановить. У лифта они встречают Луга, а затем усаживают героиню в кресло-коляску и везут к себе домой. Там они рассказывают ей о телепатии и то, что она одна из них. Проходит знакомство с другими телепатами, и героиню представляют как Сид, хотя её зовут по другому. Глас отводит Сид поговорить наедине и рассказывает про правила: телепаты не должны выделяться внешне, не пользоваться гаджетами и должны «прятаться на видном месте». Сид спрашивает, как быть с семьёй, и Глас отвечает, что ей придётся убить их.

## Коллекционные издания
| Название                          | Тип            | Дата выхода | Собранный материал        | Кол-во страниц | ISBN                       | Предполагаемый объём продаж (первый месяц) |
| --------------------------------- | -------------- | ----------- | ------------------------- | -------------- | -------------------------- | ------------------------------------------ |
| Vol. 1: Black Holes for the Young | Мягкая обложка | 8 июля 2015 | They’re Not Like Us #1-6  | 144            | 978-1632153142, 1632153149 | 3 660, позиция в Северной Америке — 12     |
| Vol. 2: Us Against You            | Мягкая обложка | 25 мая 2016 | They’re Not Like Us #7-12 | 144            | 978-1632156655, 1632156652 | 1 840, позиция в Северной Америке — 40     |

## Отзывы
На сайте Comic Book Roundup серия имеет оценку 8,1 из 10 на основе 64 рецензий. Джим Джонсон из Comic Book Resources писал, что первый выпуск «определённо не похож ни на один другой комикс о подростках-мутантах, и это то, что делает его таким сильным». Ричард Грей из Newsarama дал дебюту 9 баллов из 10 и посчитал, что «если бы Люди Икс были созданы в XXI веке, их истории происхождения, придуманные Стэном Ли и Джеком Кирби, могли бы выглядеть примерно так». Чейз Магнетт из ComicBook.com поставил первому выпуску оценку «B+» и отметил, что комикс хорошо продуман. Тони Герреро из Comic Vine вручил дебюту 4 звезды из 5 и подчеркнул, что «Эрик Стефенсон берёт идею о том, что люди разные, и исследует, к чему их могут привести мотивы». Джордан Ричардс из AIPT писал, что в комиксе «есть интересная концепция и персонажи, которым мы можем сочувствовать».